# 萊昂縣 (佛羅里達州)
萊昂縣（英語：Leon County）是位於美国佛罗里达州西部的一個縣，面積1,818平方公里。根據2020年美國人口普查統計，共有人口29萬2,198人。縣治塔拉赫西（Tallahassee）也是州的首府。該縣成立於1824年12月29日，縣名紀念第一個抵達佛羅里達的歐洲人胡安·庞塞·德莱昂（Juan Ponce de León）。